# Râul Ravi
Râul Ravi (în sanscrită इरावती, परुष्णि, în hindi रावी, în punjabă ਰਾਵੀ, în urdu راوی) este un râu situat în partea de nord-vest a Indiei și de nord-est a Pakistanului, unul dintre „cele cinci râuri care traversează provincia Punjab”. Izvorăște din Munții Himalaya, în statul Himachal Pradesh din India, își continuă cursul pe lângă  Chamba și se întoarce spre sud-vest la frontiera cu Jammu și Kashmir. 
Urmărește linia graniței cu Pakistanul înainte de a intra în Punjabul pakistanez. Trece pe lângă Lahore, apoi își schimbă direcția către vest lângă Kamalia și se varsă în râul Chenab, cursul său are o lungime de 725 km.